# Lille Rikard och hans katt
Lille Rikard och hans katt var namnet på en svensk komisk äventyrsserie av Rune Andréasson, fritt baserad på legenden om Dick Whittington. Serien handlar om den kringströvande fattige pojken Rikard och hans katt Columbus. Columbus har påfallande likheter med Katten Janson i Andréassons senare serie Bamse, men utmärker sig genom att han har ett vitt område runt ögonen, samt att Columbus är mycket mer intelligent än Janson.

## Beskrivning och historik
Serien tar sin början hemma hos en grym bonde som utnyttjar Rikard och låter honom sova på en dragig vind med bara en gammal säck som täcke. Rikard rymmer och ger sig ut i världen på äventyr tillsammans med Columbus. 
1940 gjorde Rune 80 färgbilder på Lille Rikard, katten och deras äventyr. Under slutet av 1940-talet gjordes en dagsstripp som blev refuserad av många tidningar. 1951 gjorde han i stället en söndagssida och det gick betydligt bättre och serien debuterade senare samma år i Aftonbladet. 1972 gjordes den 1082:a och sista söndagssidan. Originalet till sista sidan finns i Nationalmuseums samlingar.

## Översättning
1957 publicerades serien, under titeln Lille Rikard og hans katt, på norska i tidningen Alle Barns Blad.

## Figurgalleri
- Lille Rikard
- Columbus, Rikards katt

## Historier
| Sidnr      | Titel                                                                       | Originalpublicering                                       | Återpublicering i samlad form                           |
| ---------- | --------------------------------------------------------------------------- | --------------------------------------------------------- | ------------------------------------------------------- |
| 1–22       | "Första äventyret"                                                          | Aftonbladet 1951-12-23–1952-04-27 (utan sid 2, 14 och 17) | Bamses äventyr 1 (2005)                                 |
| 23–30      | "Columbus och råttorna"                                                     | Aftonbladet 1952-05-04–1952-06-22                         | Bamses äventyr 11 (2007)                                |
| 31–39      | "Lille Rikard och sjörövarna"                                               | Aftonbladet 1952-06-29–1952-08-24                         | -                                                       |
| 40–60      | "Lille Rikard och slavjägarna"                                              | Aftonbladet 1952-08-31–1953-01-04 (utan sid 57 och 60)    | -                                                       |
| 61–77      | "Lille Rikard och Svarte hertigen"                                          | Aftonbladet 1953-01-11–1953-05-03                         | -                                                       |
| 77–93      | "Fågeln med guldfjädrarna"                                                  | Aftonbladet 1953-05-03–1953-08-16 (utan sid 81)           | -                                                       |
| 94–104     | "Lille Rikard och trollkarlen"                                              | Aftonbladet 1953-08-23–1953-11-01                         | -                                                       |
| 105–120    | "Det kinesiska äventyret"                                                   | Aftonbladet 1953-11-08–1954-02-21                         | -                                                       |
| 121–159    | "Lille Rikard i Indien"/"Lille Rikard och cirkusen"/"Lille Rikard i Afrika" | Aftonbladet 1954-02-28–1954-11-21                         | -                                                       |
| 160–175    | "Resan till Venus och Mars"                                                 | Aftonbladet 1954-11-28–1955-03-13                         | Bamses äventyr 2 (2005)                                 |
| 176–185    | "Småttia – Småfolkets land"                                                 | Aftonbladet 1955-03-20–1955-06-05                         | Bamses äventyr 3 (2006)                                 |
| 185–199    | "Lille Rikard och indianerna"                                               | Aftonbladet 1955-06-05–1955-09-11                         | Bamses äventyr 3 (2006)                                 |
| 200–216    | "Den märkliga hästen"                                                       | Aftonbladet 1955-09-18–1956-01-22                         | Bamses äventyr 98 (2022)                                |
| 217–223    | "Äventyret i trollskogen"                                                   | Aftonbladet 1956-01-29–1956-03-11                         | -                                                       |
| 224–237    | "X-ligan i borgruinen"                                                      | Aftonbladet 1956-03-18–1956-07-01                         | -                                                       |
| 238–252    | "Vildhästarna"                                                              | Aftonbladet 1956-07-08–1956-10-14                         | -                                                       |
| 253–260    | "Prinsessan och draken"                                                     | Aftonbladet 1956-10-21–1956-12-09                         | -                                                       |
| 261–271    | "Aladdins lampa"                                                            | Aftonbladet 1956-12-16–1957-02-24                         | -                                                       |
| 272–283    | "Joes jätte-cirkus"                                                         | Aftonbladet 1957-03-03–1957-05-26                         | -                                                       |
| 284–301    | "Kapten Storms skatt"                                                       | Aftonbladet 1957-06-02–1957-10-06                         | -                                                       |
| 302–310    | "Lille Rikard och Prins Stefan"                                             | Aftonbladet 1957-10-13–1957-12-08                         | -                                                       |
| 311–330    | "Med rymdkula till månen och Nedroj"                                        | Aftonbladet 1957-12-15–1958-05-11                         | -                                                       |
| 331–348    | "Spökryttaren"                                                              | Aftonbladet 1958-05-18–1958-09-21                         | -                                                       |
| 349–355    | "Äventyret med vargarna"                                                    | Aftonbladet 1958-09-28–1958-11-09                         | -                                                       |
| 356–365    | "Lille Rikard tävlar med Hoppsan"                                           | Aftonbladet 1958-11-16–1959-01-18                         | -                                                       |
| 366–380    | "Lille Rikard och den kidnappade prinsessan"                                | Aftonbladet 1959-01-25–1959-05-10                         | Bamses äventyr 99 (2022)                                |
| 381–400    | "Anden i flaskan"                                                           | Aftonbladet 1959-05-24–1959-10-04                         | Bamses äventyr 100 (2022)                               |
| 401–409    | "Tefats-männen"                                                             | Aftonbladet 1959-10-11–1959-12-06                         | -                                                       |
| 410–430    | "Myteriet på Albatross"                                                     | Aftonbladet 1959-12-13–1960-05-15                         | -                                                       |
| 431–443    | "Lille Rikard och Hoppetoss"                                                |                                                           | -                                                       |
| 444–455    | "Den bortrövade prinsessan Maraja"                                          |                                                           | -                                                       |
| 456–466    | "Den randige & Den flygande mattan"                                         |                                                           | Bamses äventyr 92 (2021)                                |
| 467–472    | "Den ruskige snömannen"                                                     |                                                           | Bamses äventyr 93 (2021)                                |
| 473–488    | "Tidskulan"                                                                 |                                                           | Bamses äventyr 94 (2021)                                |
| 489–506    | "Lille Rikard och Vita blixten"                                             |                                                           | Bamses äventyr 95 (2021)                                |
| 507–524    | "Lille Rikard och Bronto"                                                   |                                                           | Bamses äventyr 96 (2021)                                |
| 525–534    | "Guldsmugglarna"                                                            |                                                           | Bamses äventyr 11 (2007)                                |
| 535–551    | "På äventyr med professor Jakkov"                                           |                                                           | -                                                       |
| 552–569    | "Dundersoppan"                                                              |                                                           | Bamses äventyr 4 (2006), Bamses äventyr 103 (2023)      |
| 570–581    | "Den stulna diamanten"                                                      |                                                           | Bamses äventyr 9 (2007)                                 |
| 582–594    | "Lille Rikard som tigertämjare"                                             |                                                           | Bamses äventyr 9 (2007), Bamses äventyr 104 (2023)      |
| 595–610    | "Lille Rikard på månen"                                                     |                                                           | Bamses äventyr 16 (2008)                                |
| 611–623    | "Likt Gulliver"                                                             |                                                           | Bamses äventyr 6 (2006)                                 |
| 624–637    | "Lille Rikard i Egypten"                                                    |                                                           | Bamses äventyr 12 (2007)                                |
| 638–652    | "Lille Rikard och hunden Vippy"                                             |                                                           | Bamses äventyr 13 (2007)                                |
| 653–667    | "Konstgjorde Moppe"                                                         |                                                           | Bamses äventyr 14 (2008)                                |
| 668–677    | "Lille Rikard och sjöodjuret"                                               |                                                           | Bamses äventyr 15 (2008)                                |
| 678–696    | "Tjuvjägarna"                                                               |                                                           | -                                                       |
| 697–701    | "Grottmänniskorna"                                                          |                                                           | -                                                       |
| 702–720    | "Indianerna och Hemliga ormen"                                              |                                                           | -                                                       |
| 721–730    | "Hästtävlingen"                                                             |                                                           | -                                                       |
| 731–743    | "Osynlighetsstrålen"                                                        |                                                           | Bamses äventyr 7 (2007)                                 |
| 744–761    | "Lille Rikard och Mefisto"                                                  |                                                           | -                                                       |
| 762–782    | "Undervattensbåten"                                                         |                                                           | Bamses äventyr 19 (2008)                                |
| 783–799    | "Trolleri-ringen"                                                           |                                                           | Bamses äventyr 21 (2009)                                |
| 800–810    | Det stora tågrånet                                                          |                                                           | Bamses äventyr 25 (2010)                                |
| 811–827    | "Morgondagens tidning"                                                      |                                                           | "Rikard och hans katt" (1973); Bamse 7/1977             |
| 828–840    | "Rikard på hemligt uppdrag"                                                 |                                                           | "Rikard och hans katt" (1973)                           |
| 841–855    | De stulna elefanterna                                                       |                                                           | Bamses äventyr 27 (2010)                                |
| 856–873    | Spökslottet                                                                 |                                                           | Bamses äventyr 30 (2010)                                |
| 874–889    | Rymdäventyr                                                                 |                                                           | Bamses äventyr 33 (2011)                                |
| 889–905    | "Diamantsmugglarna"                                                         |                                                           | Bamses äventyr 35 (2011)                                |
| 906–921    | "Lille Rikard och tigerhajen"                                               |                                                           | Bamses äventyr 36 (2011)                                |
| 922–932    | "Lille Rikard och Tossige Enok"                                             |                                                           | Bamse 12/1974, Bamses äventyr 88 (2020)                 |
| 933–945    | "Äventyret med de mystiska träfigurerna" (Del I)                            |                                                           | Bamses äventyr 89 (2020)                                |
| 946–959    | "Paradisön Harico" (Del II)                                                 |                                                           | "Rikard och hans katt" (1973), Bamses äventyr 90 (2020) |
| 960–973    | "Tjuvjägare"                                                                |                                                           | -                                                       |
| 974–988    | "Mullslokarna från rymden"                                                  |                                                           | Bamses äventyr 38 (2012)                                |
| 989–996    | "Hinderlöpning"                                                             |                                                           | Bamses äventyr 50 (2014)                                |
| 997–1011A  | "Guldrövarna"                                                               |                                                           | -                                                       |
| 1012–1022A | "Rikard som skogsvaktare"                                                   |                                                           | Bamse 7/1974; Bamse 7/1984                              |
| 1023–1028A | "Animalisk vokalsaft" (Del I)                                               |                                                           | Bamses äventyr 86 (2020)                                |
| 1029–1046A | "Animalisk vokalsaft" (Del II)                                              |                                                           | Bamses äventyr 87 (2020)                                |
| 1047–1070A | "Hästkapplöpning"                                                           |                                                           | -                                                       |
| 1071–1082A | "Kattgudinnans hämnd"                                                       |                                                           | -                                                       |